# John Lee
John Lee Ka-chiu, född 7 december 1957 i Brittiska Hongkong, är en hongkongesisk politiker som är Hongkongs chefsminister sedan 1 juli 2022. Han har tidigare varit brittisk polisofficer i Royal Hong Kong Police Force och är sedan 1997 polis i det kinesiska styrda Hongkong. Utan någon konkurrens blev han vald av Kinas valkommitté med 99 procent av rösterna till posten som Hongkongs chefsminister 2022. Hans val sågs som ett drag av den kinesiska regeringen att fokusera ytterligare på säkerhet och ytterligare integrera Hongkong med fastlandet.